# رايت سايد فريد
راين سايد فريد هي فرقة موسيقية تتمركز في لندن، إنجلترا. أسسها الأخوين فريد وريتشارد فايربراس في 1989. في 1993، فازت الفرقة ببجائزة بريت لأحسن فرقة موسيقية بريطانية.

## روابط خارجية
- رايت سايد فريد على موقع IMDb (الإنجليزية)
- رايت سايد فريد على موقع ميوزك برينز (الإنجليزية)
- رايت سايد فريد على موقع أول ميوزيك (الإنجليزية)
- رايت سايد فريد على موقع ديسكوغز (الإنجليزية)